# Peder Schall
Peder Schall (getauft am 30. Dezember 1762 in Kopenhagen; † 2. Februar 1820 ebenda) war ein dänischer Cellist, Gitarrist und Komponist.
Schall war der jüngere Bruder des Komponisten Claus Schall. Er war Cellist in der Königlichen Hofkapelle. Daneben war er als Gitarrenvirtuose bekannt und komponierte Humoresken für das Instrument. Weiterhin komponierte er mehrere vierstimmige Lieder, ein Adagio für vier Trompeten und Grabgesänge auf Johannes Wiedewelt und andere. Eine Anzahl von Kompositionen für Harfe im Manuskript befinden sich im Besitz der Dänischen Königlichen Bibliothek.